# Villegats, Eure
För andra betydelser, se Villegats.
Villegats är en kommun i departementet Eure i regionen Normandie i norra Frankrike. Kommunen ligger i kantonen Pacy-sur-Eure som tillhör arrondissementet Évreux. År 2022 hade Villegats 353 invånare.

## Befolkningsutveckling
Antalet invånare i kommunen Villegats
Referens:INSEE